# Прушинський Яків Андрійович
Яків Андрійович Прушинський (6 червня 1913, село Михайлівка Херсонської губернії, тепер Кіровоградської області — 17 квітня 1966, місто Москва, тепер Російська Федерація) — радянський діяч, голова Псковського та Калінінградського облвиконкомів. Депутат Верховної ради РРФСР 3-го та 5—6-го скликань.

## Життєпис
Народився в селянській родині.
У 1934 році закінчив Харківський зоотехнічний інститут.
У 1934—1941 роках — зоотехнік, старший зоотехнік радгоспів у Московській та Ярославській області; головний зоотехнік тресту радгоспів.
Член ВКП(б) з 1941 року.
З 1941 року — в Червоній армії, учасник німецько-радянської війни. У 1941—1945 роках — командир взводу, помічник начальника штабу дивізії, помічник командира полку в складі 234-ї стрілецької дивізії. Воював на Калінінському та Білоруському фронтах.
У 1945—1947 роках — начальник сільськогосподарського відділу штабу тилу Групи радянських окупаційних військ у Німеччині.
У 1947—1949 роках — головний зоотехнік, заступник директора Брянського обласного тресту радгоспів.
У березні 1949 — липні 1950 року — директор Псковського обласного тресту радгоспів.
У липні 1950 — квітні 1956 року — начальник Псковського обласного управління сільського господарства. 
Закінчив заочно Московську сільськогосподарську академію імені К. А. Тімірязєва.
До липня 1956 року — 1-й заступник голови виконавчого комітету Псковської обласної ради депутатів трудящих.
У липні 1956 — квітні 1962 року — голова виконавчого комітету Псковської обласної ради депутатів трудящих.
У травні 1962 — 17 квітня 1966 року — голова виконавчого комітету Калінінградської обласної ради депутатів трудящих.
Помер 17 квітня 1966 року після важкої хвороби в Москві. Похований на Новодівичому цвинтарі Москви.

## Нагороди
- два ордени Вітчизняної війни ІІ ступеня
- орден Червоної Зірки
- орден «Знак Пошани»
- медаль «За трудову доблесть»
- медалі